# Stockenweiler
Stockenweiler (mundartlich: Schdokhəwilər) ist ein Gemeindeteil der Gemeinde Hergensweiler im bayerisch-schwäbischen Landkreis Lindau (Bodensee).

## Geographie
Das Dorf liegt circa einen Kilometer nordöstlich des Hauptorts Hergensweiler. Durch den Ort führt die Bundesstraße 12. Östlich des Orts fließt die Leiblach, nordwestlich verläuft die Bahnstrecke Buchloe–Lindau. Im Norden befindet sich das Naturschutzgebiet Stockenweiler Weiher.

## Ortsname
Der Ortsname setzt sich aus dem Personennamen Stokko und dem Grundwort -weiler zusammen.

## Geschichte
Stockenweiler wurde erstmals urkundlich im Jahr 1211 als „Stockeweiler“ bzw. „Stockenwiler“ erwähnt. 1407 beauftragte das Heilig-Geist-Spital Lindau das Anlegen des Stockenweiler Weihers. 1770 fand die Vereinödung Stockenweilers statt. Der Ort gehörte einst dem äußeren Gericht der Reichsstadt Lindau an.